# Killing Zoe
Killing Zoe (Brasil: Parceiros do Crime / Portugal: Matando Zoe) é um filme estadunidense de 1993, escrito e dirigido por Roger Avary que, junto de Quentin Tarantino, escrevera o roteiro de Pulp Fiction.
É a estreia de Avary como diretor. Estrelado por Eric Stoltz, Julie Delpy e Jean-Hugues Anglade, O filme conta a história de um arrombador chamado Zed (Stoltz), que retorna à França para ajudar um velho amigo a realizar um malogrado roubo à um banco. Killing Zoe é considerado um eminente e respeitado filme cult, sendo descrito por Roger Ebert como "o primeiro filme de assalto à banco da Geração X".